# Eichenhain und Linden (Wildgehege im Markwasen)
Das Gebiet Eichenhain und Linden (Wildgehege im Markwasen) ist ein flächenhaftes Naturdenkmal auf dem Gebiet der Stadt Reutlingen im Landkreis Reutlingen in Baden-Württemberg.

## Kenndaten
Das Naturdenkmal wurde mit Verordnung vom 1. Juni 1999 unter dem Namen Eichenhain und Linden (Wildgehege im Markwasen) ausgewiesen.

## Lage und Beschreibung
Das Naturdenkmal liegt nördlich des Reutlinger Stadtgebiets Markwasen.
Laut Beschreibung in der Schutzgebietsverordnung besticht der Eichenhain durch seinen Bestand an mächtigen Alteichen, die vermutlich 1648 gepflanzt wurden. Sie dienen zahlreichen Insekten und bedrohten Vogelarten wie Hohltaube, Kuckuck, Baumfalke als Lebensraum; aus wissenschaftlichen und naturgeschichtlichen Gründen interessant, da der Eichenhain mit Linden früher zur Eichelmast für die Schweinefütterung, aber auch als Teegarten zur Herstellung von Lindenblütentee genutzt wurde.

## Flora und Fauna
Laut Biotopkartierung kommen die folgenden Arten im Gebiet vor:
Giersch, Gewöhnliche Rosskastanie, Wald-Trespe, Wald-Segge, Gemeine Hainbuche, Großes Hexenkraut, Gewöhnliches Knäuelgras, Rasen-Schmiele,
Echter Wurmfarn, Rotbuche, Wald-Erdbeere, Echte Nelkenwurz, Europäische Lärche, Waldkiefer, Vogelkirsche, Traubeneiche,
Stieleiche, Scharfer Hahnenfuß, Kriechender Hahnenfuß, Brombeeren, Winterlinde, Wiesenklee, Große Brennnessel, Hirschkäfer, Eremit,
Halsbandschnäpper, Trauerschnäpper.